# Suspect (jeu vidéo)
Pour les articles homonymes, voir Suspect.
Suspect est un jeu vidéo de fiction interactive conçu par Stu Galley et publié par Infocom à partir de 1983 sur Amiga, Amstrad CPC, Amstrad PCW, Apple II, Atari 8-bit, Atari ST, Commodore 64, Kaypro II, Apple Macintosh et MS-DOS. Le jeu reprend de nombreux éléments de gameplay de ses prédécesseurs Deadline et The Witness, publié en 1982 et 1983. Le joueur y incarne une femme devant se défendre contre une fausse accusation de meurtre. Le jeu s'est vendu à plus de 50 000 exemplaires entre 1984 et 1988.